# (2022) West
(2022) West (1938 CK) – planetoida z grupy pasa głównego asteroid okrążająca Słońce w ciągu 4,45 lat w średniej odległości 2,71 au. Odkryta 7 lutego 1938 roku.